# Našiměřice (železniční zastávka)
Našiměřice byly železniční zastávka v km 111,000 železniční tratě z Brna do Hrušovan nad Jevišovkou–Šanova mezi zastávkou Bohutice a stanicí Miroslav. Zastávka se nacházela západně od vesnice Našiměřice.

## Historie
V letech 1868–1870 byla společností c. k. privilegovaná Rakouská společnost státní dráhy (StEG) budována trať z Vídně přes Hrušovany nad Jevišovkou do Brna. Železniční zastávka byla otevřena 1. října 1896 pod názvem Aschmeritz.
Po druhé světové válce v nákladištích Našiměřice a Dolenice probíhala nakládka cukrové řepy pro cukrovar v Hrušovanech nad Jevišovkou. Po převzetí přepravy automobilovou dopravou význam nákladišť upadal až došlo v roce 1974 ke snesení odbočných výhybek v obou nákladištích. V zastávce byl cihlový strážní domek, který byl snesen v roce 2006.
Již v roce 2009 zastavovala v zastávce jen menší část vlaků, v roce 2010 už zde nestavěl pravidelně žádný vlak. V jízdním řádu pro cestující platném od 12. prosince 2010 už zastávka vůbec nebyla uvedena a v roce 2012 byla zrušena.

## Popis
V zastávce bylo jedno jednostranné úrovňové nástupiště a plechový přístřešek.